# Kanał Grunwaldzki
Kanał Grunwaldzki lub Lelecki Kanał – kanał mazurski, łączący jezioro Tałtowisko z jeziorem Kotek. Przechodzi przez niego droga z Rucianego-Nidy, Pisza i Mikołajek do Węgorzewa (przez Giżycko).

## Historia kanału
Kanał został wykopany w latach 1765–1772, jednak podczas wojen napoleońskich został zaniedbany, co spowodowało zamulenie i doprowadziło go do stanu nieużywalności. Kanał został przekopany ponownie w czasie robót publicznych realizowanych w latach 1845–1849.
Kanał ma 470 metrów długości, 12 metrów szerokości i średnio 1,8 metra głębokości. Jego brzegi zostały wybetonowane podczas jedynego od II wojny światowej remontu, w latach 50. XX w. Na obu brzegach biegnie (zmodernizowana w 2022 r.) ścieżka do burłaczenia.
Zgodnie z Rozporządzeniem Rady Ministrów z 2002 r. ws. klasyfikacji śródlądowych dróg wodnych, kanał ma klasę żeglowną Ia. Na Mapie Podziału Hydrograficznego Polski kanał jest nienazwanym odcinkiem Pisy o identyfikatorze cieku 39575. W jej ramach jest częścią odcinka o nazwie Kanał Mioduński od jez. Szymon do jez. Tałtowisko i identyfikatorze MPHP10 264177. W planie gospodarowania wodami na obszarze dorzecza Wisły z 2011 został włączony do naturalnej jednolitej części wód PLRW200025264199 (Pisa od wypływu z jez. Kisajno do wypływu z jez. Tałty (EW. + z jez. Niegocin, Ryńskie)). Znajduje się na obszarze chronionego krajobrazu Krainy Wielkich Jezior Mazurskich.

## Przebudowa kanału

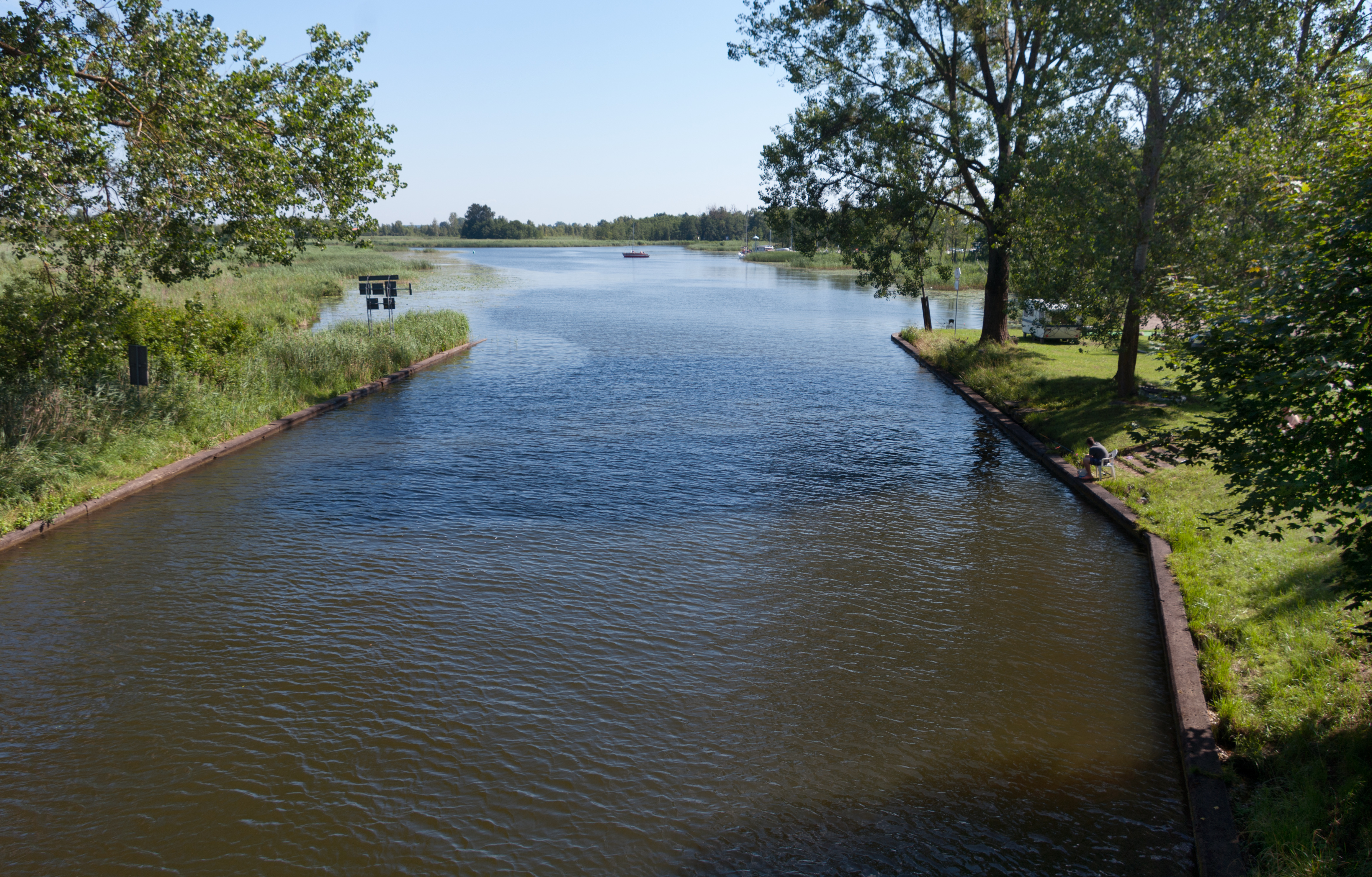
Widok w kierunku jeziora Kotek Wielki

W listopadzie 2018 roku Urząd Marszałkowski Województwa Warmińsko-Mazurskiego oraz Państwowe Gospodarstwo Wodne Wody Polskie rozpoczęły proces modernizacji dróg wodnych na Mazurach, w ramach którego kanał został przebudowany, a jego brzegi umocnione betonowymi opaskami. Remont kanału zakończył się w 2022 roku. Koszt przebudowy kanałów Tałckiego, Mioduńskiego i Grunwaldzkiego oszacowano na ok. 65 mln PLN.

## Okolice
Około 50 metrów od wejścia od strony jeziora Kotek Wielki, nad kanałem przechodzi most drogowy (szosa z Rynu do Mikołajek lub z Rynu do Giżycka). U wyjścia kanału z jeziora Kotek znajduje się wieś Zielony Lasek.
Kanał bywa często odwiedzany przez wędkarzy, którzy w jego wodach łapią leszcze, okonie, sandacze, szczupaki i węgorze.

## Nazwa
Nazwa kanału pochodzi od Grünwalde, obowiązującej w Prusach Wschodnich nazwy pobliskiej osady Zielony Lasek.